# Thalictrum subpubescens
Thalictrum subpubescens är en ranunkelväxtart som beskrevs av Joseph Nelson Rose. Thalictrum subpubescens ingår i släktet rutor, och familjen ranunkelväxter. Inga underarter finns listade i Catalogue of Life.